# ジェイソン・フォークナー
ジェイソン・フォークナー（Jason Falkner、1968年6月2日 - ）は、シンガーソングライター、マルチプレイヤー。ロサンゼルス在住。
スリー・オクロック、グレイズ、ジェリーフィッシュと言ったバンドを渡り歩き、2008年現在はソロを中心とした活動の他に、ロジャー・ジョセフ・マニング・ジュニア（ex.ジェリーフィッシュ）、ブライアン・レイツェル（ex.レッド・クロス）と共に、ティーヴィー・アイズというエレクトロ・ポップバンドを結成しアルバムを発表している。

## 主な経歴
- 1968年LA生まれ。音楽好きの家族の影響で、ドラムやギターを幼少の頃から触り始める。高校卒業後、スリー・オクロックに参加、1988年にプリンスのレーベルであるペイズリー・パーク・レコードより『Vermillion』を発表。リリース後、すぐに解散。
- その後、ギタリスト募集広告により知り合ったロジャー・ジョセフ・マニング・ジュニアからジェリーフィッシュという新しいバンドに誘われ加入。ギターとベースを担当する。1990年に発表した1stアルバム『ベリーバトゥン』リリース後のツアーを最後にバンドを離れる。
- 1993年、セッションミュージシャンとして、数々のバンドで活動する。その中で、マルチプレイヤーのジョン・ブライオンに誘われグレイズに加入。
- 1994年に、『ロー・シャン・ボー』をエピック・レコードよりリリース。音楽性の違いにより一枚のアルバムを残し解散。
- 1996年に自身初となるソロアルバム『詠み人知らず』をエレクトラ・エンタテインメントよりリリースした。このアルバムでは、全曲をプロデュースからそれぞれの楽器の演奏まで全てを担当した。
- 1999年に2作目『キャン・ユー・スティル・フィール』を同レーベルよりリリースした。今回は共同プロデューサーとして、ナイジェル・ゴッドリッチを迎えた。
- 2001年、ロジャー・ジョセフ・マニング・ジュニア、ブライアン・レイツェルらと組み、80'sフレイバー漂うエレクトロ・ポップバンドティーヴィー・アイズとしてのレコーディングも開始する。
- 2002年夏、再びエールのベーシストとしてヨーロッパをツアーする。並行して、『トーキー・ウォーキー』の制作にも参加した。
- 同年、ベック、エイミー・マン、トラヴィスらのアルバム制作へ貢献し、ティーヴィー・アイズとしては、03年5月にロサンゼルスにて2度ライブを行った。
- 2004年1月〜2月には、トラヴィスのオープニング・アクトとして12箇所を周る。その間、5曲新曲を収録したEP『Bliss Descending』(WRECKCHORD RECORDS)を発表。
- 2005年には、ポール・マッカートニーのソロアルバム『ケイオス・アンド・クリエイション・イン・ザ・バックヤード』へ2曲ギターで参加。
- 2006年には、ベックの『The Information』で数曲参加しつつ、自身のアルバム制作を進める。
- 同年10月ティーヴィー・アイズのデビュー作、『TV Eyes』を日本のロックバンドくるりが主宰するNOISE McCARTNEY RECORDSより発売。
- 2007年4月に、8年振りとなる3rdアルバム『アイム・オーケイ・ユーアー・オーケイ』を日本先行で発売した。
- 2008年7月、FUJI ROCK FESTIVAL '08へ出演。ロジャー・ジョセフ・マニング・ジュニアのステージに飛び入り参加し、ジェリーフィッシュの"That Is Why"を演奏して観客を熱狂させた。
- 2009年9月、4thアルバム『オール・クワイエット・オン・ザ・ノイズ・フロア』を発表。

## ディスコグラフィー

### スリー・オクロック
- Vermillion (1988)

### ジェリーフィッシュ
- ベリーバトゥン - Bellybutton (1990)

### ザ・グレイズ
- ロー・シャン・ボー - Ro Sham Bo (1994)

### ティーヴィー・アイズ
- ティーヴィー・アイズ - TV Eyes (2006)

### ソロアルバム
- 詠み人知らず - Author Unknown (1996)
  1. アイ・リヴ  I Live
  2. ミラクル・メディシン Miracle Medicine
  3. ヘクティファイド Hectified
  4. ドント・ショウ・ミー・ヘヴン Don't Show Me Heaven
  5. シー・ゴーズ・トゥー・ベッド She Goes To Bed
  6. ノーバディ・ノウズ ...Nobody Knows
  7. フォロー・ミー Follow Me
  8. ビフォア・マイ・ハート・アタックス Before My Heart Attacks
  9. アフレイド・ヒムセルフ・トゥ・ビー Afraid Himself To Be
  10. ミス・アンダースタンディング Miss Understanding
  11. アイ・ゴー・アストレイ I Go Astray
  12. アンタイトルド Untitled
  13. ア・ソング・フロム・アンダー・ザ・フロアーボーズ A Song From Under The Floorboards

- キャン・ユー・スティル・フィール - Can You Still Feel? (1999)
  1. インビテイション The Invitation
  2. オーサー・アンノウン Author Unknown
  3. レベレイション Revelation
  4. マイ・ラッキー・デイ My Lucky Day
  5. ホリデイ Holiday
  6. イロクエンス Eloquence
  7. アイ・オールレディ・ノウ I Already Know
  8. シー・ユー・アゲイン See You Again
  9. ハニー Honey
  10. プラン The Plan
  11. オール・ゴッズ・クリーチャーズ All God's Creatures
  12. グッドナイト・スイート・ナイト Goodnight Sweet Night

- Bliss Descending (EP) (2004)
  1. Neighbor
  2. They Put Her in the Movies
  3. Feeling No Pain
  4. Moving Up
  5. Lost Myself

- アイム・オーケイ・ユーアー・オーケイ - I'm OK... You're OK (2007)
  1. ジス・タイム THIS TIME
  2. NYC
  3. ニュー THE KNEW
  4. ステファニー・テルズ・ミー STEPHANIE TELLS ME
  5. ハリケーン HURRICANE
  6. アナンダ ANONDAH
  7. コンプリケイテッド・マン KOMPLICATED MAN
  8. ラナウェイ RUNAWAY
  9. セイ・イッツ・トゥルー SAY IT'S TRUE
  10. コンタクト CONTACT
  11. ジス・ライフ・オブ・マイン THIS LIFE OF MINE
  12. アイ・ドント・マインド I DON'T MIND

- オール・クワイエット・オン・ザ・ノイズ・フロア - All Quiet on the Noise Floor (2009)
  1. プリンセッサ　Princessa
  2. エモーション・マシーン　Emotion Machine
  3. カウンティング・シープ　Counting Sheep
  4. エヴァンジェリン　Evangeline
  5. ライ・イン・ミー　The Lie in me
  6. メイビー・ザ・ユニヴァース　Maybe the Universe
  7. ジェット・シルヴァー・アンド・ザ・ドールズ・オブ・ヴィーナス　Jet Silver and the Dolls of Venus
  8. マイ・ホーム・イズ・ノット・ア・ハウス　My Home is not a House
  9. ドゥイン・ミー・イン　Doin' me in
  10. イエス　Y.E.S
  11. ディス・タイム　This Time 09 version (Bonus track for Japan)

### 企画盤
- Bedtime With The Beatles (2001)
  1. Blackbird
  2. Across The Universe
  3. And I Love Her
  4. I'm Only Sleeping
  5. If I Fell
  6. The Fool On The Hill
  7. Mother Nature's Son
  8. Michelle
  9. Here There And Everywhere
  10. In My Life
  11. The Long And Winding Road

- Necessity:The 4-Track Years (2001)
  1. She's Not the Enemy
  2. She Goes to Bed
  3. His Train
  4. Song for Her
  5. I Live
  6. Miracle Medicine
  7. Hard Way
  8. My Home Is Not a House
  9. Take Good Care of Me
  10. Hectified
  11. Road Kill Blues
  12. I Go Astray

- エブリワン・セッズ・イッツ・オン - Everyone Says It's On (2003)
ディスク1
  1. グレート・ビッグ・イエス Great Big Yes
  2. ソング・フォー・ハー Song For Her
  3. エクロエンス Eloquence
  4. シー・ゴーズ・トゥ・ベッド She Goes To Bed
  5. ヒズ・トレイン His Train
  6. オール・ゴッズ・クリーチャーズ All God's Creatures
  7. アップサイド・ダウン・フラウン Upside Down Frown
  8. ビケイム・アニタ・カプチャード Became Anita Captured
  9. アイ・リヴ I Live
  10. ミラクル・メディスン Miracle Medicine
  11. レベレイション Revelation
  12. フレンド・オブ・マイン Friend of Mine
  13. ダウン・アット・ザ・レイク Down At The Lake

ディスク2
  1. ボース・サイズ・ナウ Both Sides Now
  2. ウィックド・アナベラ Wicked Annabella
  3. バーニング・エアラインズ Burning Airlines
  4. ジョンズバーグ・イリノイ Johnsburg, Illinois
  5. プリティ・バレリーナ Pretty Ballerina
  6. ソング・フロム・アンダー・ザ・フロアボード Song From Under The Floorboards
  7. ファンファーレ・イン・ザ・ガーデン Fanfare in the Garden
  8. ミゼット・サブマリン Midget Submarines
  9. グッバイ・トールース Goodbye Toulouse
  10. トゥモロウ・ウィル・ビー・トゥー・ロング Tomorrow Will Be Too Long

- Bedtime With The Beatles 2 (2008)
  1. Norwegian wood
  2. Something
  3. She's leaving home
  4. Penny lane
  5. Lucy in the sky with diamonds
  6. Here comes the sun
  7. Hey jude
  8. I will
  9. Yesterday
  10. Good night

### その他の参加作品
- 10,000Hz Legend - エール (2001)
- インヴィジブル・バンド - トラヴィス (2001)
- シー・チェンジ - ベック (2002)
- トーキー・ウォーキー - エール (2002)
- ロスト・イン・スペース - エイミー・マン (2002)
- ケイオス・アンド・クリエイション・イン・ザ・バックヤード - ポール・マッカートニー (2005)
- インフォメーション - ベック (2006)
- オーシャンズ 13 - Soundtrack (2007)
- モダン・ギルト - ベック (2008)
- フー・ビルト・ザ・ムーン? - ノエル・ギャラガーズ・ハイ・フライング・バーズ
- モア・ライト - プライマル・スクリーム（2013）